# Camós (kommunhuvudort)
Camós är en kommunhuvudort i Spanien.   Den ligger i provinsen Província de Girona och regionen Katalonien, i den östra delen av landet, 600 km öster om huvudstaden Madrid. Camós ligger 218 meter över havet och antalet invånare är 660.
Terrängen runt Camós är kuperad åt sydväst, men åt nordost är den platt. Terrängen runt Camós sluttar österut. Runt Camós är det ganska tätbefolkat, med 86 invånare per kvadratkilometer. Närmaste större samhälle är Girona, 12,7 km söder om Camós. Trakten runt Camós består till största delen av jordbruksmark.